# Пакошув (Опольское воеводство)
Пако́шув (пол.  Pakoszów, нем. Donnersmark) — село в Польше в гмине Гожув-Слёнский Олесненского повета Опольского воеводства.

## История
В 1925 году в селе проживало 295 человек, в 1933 году — 288 человек и в 1939 году — 644 человек.
В 1921 году в селе состоялся Верхнесилезский плебисцит. В голосовании приняли участие 220 человек, имевших право голоса. За Германию проголосовало 192 человек (87,3 %) и за присоединение к Польше — 28 человек (12,7 %).
До 1 апреля 1939 года в состав села входил Будзов.
До 1947 года село называлось немецким наименованием Доннерсмарк. 15 марта 1947 года село было переименовано в Пакошув.
В 1975—1998 годах село входило в Ченстоховское воеводство.